# لامبيرت (أوكلاهوما)
لامبيرت (بالإنجليزية: Lambert, Oklahoma)‏ هي بلدة أمريكية تقع في الولايات المتحدة في مقاطعة الفالفا، أوكلاهوما. يقدر عدد سكانها بـ 6 نسمة ومساحتها 0.3 كم2 ووترتفع عن سطح البحر 389 متر.